# Лисак-Тивонюк Леся Іванівна
Леся Руда, у першому шлюбі — Лисак, у другому — Тивонюк (1921—1981) — українська письменниця.

## Життєпис
Леся Лисак-Тивонюк народилася 14 квітня 1921 року в селі Вірлів тепер Тернопільського району у вчительській родині. Середню освіту закінчила у Перемишлі (1939).
Учителювала і навчалася заочно в педагогічному інституті. У роки німецької окупації навчалася в театральній школі у Львові.
Наприкінці війни емігрувала. У 1950 р. прибула до США, поселилася в м. Баффало. Працювала в торговельних фірмах.
Загинула 8 серпня 1981 р. у місцевості Маунт-Альберт (Канада) в автомобільній катастрофі. Похована в Баффало.

## Творчість
Авторка збірок нарисів і оповідань «Срібна мадонна» (1973), «Замок на вулиці Мейн» (1976), «Прийде весна» (1983, посм.), «Три букети зілля» (1983, посм.); повісті «Терпкі пахощі» (1969); спогадів «Стежка додому» (1978).
Окремі видання:
- Лисак-Тивонюк Л. Замок на вулиці Мейн. Оповідання. — Торонто: Накладом Вид-ва «Гомін України», 1976. — 190 с.
- Лисак-Тивонюк Л. Прийде весна. Збірка нарисів і оповідань. — Торонто — Нью-Йорк, 1983. — 239 с.
- Лисак-Тивонюк Л. Срібна Мадонна. Есеї. Нариси. Оповідання. — Торонто: Накладом Вид-ва «Гомін України», 1973. — 237 с.
- Лисак-Тивонюк Л. Стежка додому. Спогади. — Торонто, 1978. — 307 с.
- Лисак-Тивонюк Л. Терпкі пахощі. Повість. — Нью-Йорк: Свобода, 1969. — 344 с.
- Лисак-Тивонюк Л. Три букети зілля. Збірка нарисів і оповідань. -Торонто — Нью-Йорк, 1983. — 304 с.
- Лисак-Тивонюк Л. Хата в лісі. — Нью-Йорк; Баффало, 1986. — 284 с.